# Baie de San Pablo
Pour les articles homonymes, voir San Pablo.

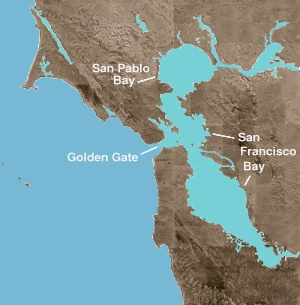
La baie de San Pablo et la baie de San Francisco

La baie de San Pablo est un estuaire au nord de l'État de Californie (États-Unis), formant une extension de la baie de San Francisco située au sud. À l'est, il communique par l'intermédiaire du Carquinez Strait avec la Suisun Bay, estuaire formé par les fleuves Sacramento et San Joaquin.
Très prisée par les pêcheurs, elle tire son nom de Rancho San Pablo (en) établie par les colons espagnols en 1815 sur le site de la ville actuelle de San Pablo.
La baie est par ailleurs proche de plusieurs aéroports et est réputée pour être une zone de formation des pilotes.